# Boulogne-la-Grasse
Boulogne-la-Grasse település Franciaországban, Oise megyében. Lakosainak száma 466 fő (2022. január 1.). Boulogne-la-Grasse Conchy-les-Pots, Hainvillers, Orvillers-Sorel, Bus-la-Mésière, Fescamps, Piennes-Onvillers, Remaugies és Rollot községekkel határos.

## Népesség
A település népességének változása:
| Lakosok száma | 467  | 480  | 484  | 471  | 466  | 460  | 462  | 461  | 466  |
|               | 2013 | 2015 | 2016 | 2017 | 2018 | 2019 | 2020 | 2021 | 2022 |